# 西埠镇
西埠镇是中国安徽省马鞍山市和县下属的一个镇，位于和县中西部，与含山县接壤，面积157平方公里，人口约57000人，下辖11个行政村和2个社区居委会。